# Ismael Tajouri-Shradi
Ismael Tajouri-Shradi, né le 28 mars 1994 à Berne en Suisse, est un footballeur international libyen jouant au poste d'ailier droit au Asswehly SC.

## Biographie

### En club
Né le 28 mars 1994 à Berne de parents diplomates libyens, Ismael Tajouri-Shradi déménage en Autriche à l’âge de 9 ans, avant de recevoir le passeport autrichien en juillet 2015,.
Lors de la saison 2016-2017, il inscrit huit buts en première division autrichienne avec le club de l'Austria Vienne, ce qui constitue sa meilleure performance dans ce championnat. Il participe avec cette équipe à la phase de groupe de la Ligue Europa lors des saisons 2016-2017 (six matchs) et 2017-2018 (cinq matchs, un but).
Le 12 janvier 2018, Tajouri-Shradi rejoint la MLS et le New York City FC. Lors de la saison régulière de MLS 2018, il inscrit onze buts, avec notamment trois doublés.
Avec le NYCFC, il participe à la victoire en Coupe MLS 2021, en jouant tous les matchs à partir du premier tour.
Le 15 décembre 2021, après avoir été repêché par le nouveau club de MLS, le Charlotte FC, il est immédiatement échangé au Los Angeles FC en l'échange de 400 000 dollars. Il ne reste cependant pas longtemps en Californie puisqu'il est transféré au Revolution de la Nouvelle-Angleterre le 5 août 2022 après seulement six rencontres avec la franchise angeline. Il ne joue aucune minute dans le Massachusetts et quitte le club en fin de saison.
Le 4 janvier 2023, il retrouve une formation en s'engageant pour six mois à l'Omónia Nicosie, en première division chypriote. Avec le club, il remporte la Coupe de Chypre 2022-2023.
À l'issue de son contrat, il retourne en Major League Soccer et signe jusqu'au terme de la saison 2023 avec Minnesota United.

### En équipe nationale
Il reçoit sa première sélection en équipe de Libye le 8 septembre 2018, contre l'Afrique du Sud. Ce match nul et vierge rentre dans le cadre des éliminatoires de la Coupe d'Afrique des nations 2019.

## Palmarès
SC Rheindorf Altach
- Champion d'Autriche de deuxième division (Erste Liga) en 2014

 Austria Vienne
- Vice-champion d'Autriche (Bundesliga) en 2017

 New York City FC
- Vainqueur de la Coupe MLS en 2021

 Omónia Nicosie
- Vainqueur de la Coupe de Chypre en 2023